# Progasti kamenjak
Progasti kamenjak (znanstveno ime Sympetrum striolatum) je vrsta raznokrilih kačjih pastirjev iz družine ploščcev, razširjena po večjem delu Evrazije in v Severni Afriki. Znan je predvsem kot eden najpogostejših evropskih kačjih pastirjev.

## Opis
Je eden večjih predstavnikov svojega rodu, ki zraste 35–44 mm v dolžino, zadnji krili pa merita 24 do 30 mm. Po obarvanosti in drugih znakih je »arhetipski« kamenjak, ki ga od podobnih vrst najlaže ločimo po odsotnosti posebnih znakov. Osnovna obarvanost je bledo rumena, pri čemer se spolno zreli samci obarvajo rdečkasto, a ne s tako temnim odtenkom kot drugi kamenjaki. Tudi pri njih ostaneta rumenkasti dve progi ob strani oprsja. Značilna je tudi rumena črta, ki poteka vzdolž celotne dolžine golenc na sicer črnih nogah. Krila so prozorna, kvečjemu pri bazi imajo rumenkasto liso.
Na jugu območja razširjenosti ga je najlažje zamenjati s sredozemskim kamenjakom, ki pa je temneje rdeč in ima nekoliko bolj zadebeljeno konico zadka ter osnovno barvo nog rumeno s črnimi znamenji namesto obratno.
V toplejših delih Sredozemlja so odrasli prisotni vse leto, v severni Evropi pa se pojavijo zgodaj junija in so aktivni vse do novembra ali decembra, eni redkih kačjih pastirjev, ki jih je tam možno opazovati do pozne jeseni oz. začetka zime. Višek aktivnosti je avgusta. Jeseni, ko so noči že hladne, se množično zbirajo na takih prenočiščih, ki jih že zelo zgodaj obsije sonce.

## Ekologija in razširjenost
V večini območja razširjenosti uspeva v raznolikih okoljih, kjer so prisotna odprta stoječa vodna telesa, redkeje tudi ob počasi tekočih vodotokih in v somornici. To vključuje umetna vodna telesa, kot so ribniki in bazeni v kamnolomih, kjer je pogosto pionirska vrsta – prvi kačji pastir, ki naseli novo okolje. V Sredozemlju je poleg tega pogost tudi ob manjših potokih, od katerih poleti ostanejo luže ali manjši curki.
Progasti kamenjak je razširjen po skoraj vsej Evropi razen skrajnega severa, v Aziji pa je omejen na pas med Sibirijo in Južno Azijo. Odsoten je tudi z južnega Urala, po čemer sklepajo, da potrebuje toplejše okolje. Na robu območja razširjenosti se pojavljajo podvrste z nekoliko drugačno morfologijo. Severnoevropska podvrsta nigrescens je bila sprva opisana kot ločena vrsta, kasneje pa se je izkazalo, da gre le za temneje obarvano variacijo. Zaenkrat še ni jasno ali morda podvrste z Daljnega vzhoda ne zaslužijo statusa samostojnih vrst.
Tudi v Sloveniji je pogost in neogrožen, prisoten tudi v tako degradiranih vodotokih kot so kanali v kmetijski krajini Pomurja.